# 크리스토퍼 존스 (배우)
크리스토퍼 존스(Christopher Jones, 본명: 윌리엄 프랭크 존스/William Frank Jones, 1941년 8월 18일 ~ 2014년 1월 31일)는 미국의 영화, 텔레비전 배우이다.
잭슨 (테네시주)에서 태어났다. 2014년 1월 31일 72세의 나이로 쓸개암 합병증으로 인해 사망했다.

## 참여 작품
- 비설 (1969년 영화)
- 거울 나라의 전쟁
- 라이언의 딸
- 트리거해피